# Cellule Jurkat
Les cellules Jurkat (prononcé yūr′kat) sont une lignée cellulaire immortalisée de lymphocyte T CD4 humain. Elles sont utilisées pour de nombreuses recherches scientifiques notamment sur la leucémie aiguë lymphoblastique T, la signalisation cellulaire T et l'expression de nombreux récepteurs aux chimiokines susceptibles d'aider à l'entrée de virus, particulièrement le VIH. Ces cellules sont également beaucoup utilisées en science en raison de leur capacité à produire de l'interleukine 2, une grande partie des découvertes sur l'activation du lymphocyte T a été réalisée sur ces cellules. On les utilise énormément également dans le domaine de la détermination des mécanismes de résistance aux traitements anticancéreux (chimique ou via des radiations).
La lignée cellulaire Jurkat (initialement appelée JM) a été établie vers la fin des années 1970 à partir du sang d'un garçon de quatorze ans atteint d'une leucémie. Différentes lignées dérivées de celle-ci sont désormais accessibles via des banques de cellules, généralement obtenues par mutation génétique pour être déficientes en certains gènes.

## Exemples de lignée dérivée
- La lignée JCaM1.6 est déficiente pour l'activité kinase de Lck en raison de la délétion d'une partie du gène Lck (l'exon 7).

- Les cellules J.RT3-T3.5 ont une mutation dans le gène du récepteur des cellules T (TCR) au niveau de chaîne bêta, ce qui empêche l'expression de ce gène[3]. Cela affecte la cellule de plusieurs manières : elles n'expriment pas de CD3 à leur surface, ni les hétéro-dimères alpha/bêta du TCR. En raison de leur déficience en TCR, ces cellules sont utiles par exemple pour transfecter des gènes des chaînes alpha/bêta et pour étudier les effets de chaînes modifiées.
- Les cellules J31.13 sont des mutants réalisés à l'aide de radiations sur des cellules J77-6.8, elles-mêmes dérivant des Jurkat[4]. Leur particularité est de ne pas exprimer de CD3 ni de TCR à leur surface sans pour autant que leur niveau de CD2 ne diffère par rapport à la lignée initiale.

- Les lignées I 9.2 et I 2.1. Elles possèdent un défaut des protéines FADD et de la caspase 8 rendant ces deux protéines non fonctionnels. Ces deux molécules sont essentielles pour les processus d'apoptose et de nécrose.

- Les cellules D1.1 n'expriment pas la molécule CD4, un important Corécepteur influent notamment dans l'activation des lymphocyte T auxiliaire (helper).

## Contamination de la lignée cellulaire
Il a été montré que cette lignée cellulaire produit le virus de la leucémie xénotropique murine (X-MLV), ce qui peut potentiellement avoir des répercussions expérimentales. Il n'y a aucune preuve du fait que ce virus puisse infecter l'humain. Cette infection pourrait en revanche modifier la virulence du pathogène via un remodelage phénotypique et/ou par recombinaison génétique.

## Déficiences
La lignée possède une déficience pour deux phosphatases : PTEN (phosphatase tensin homologue) et SHIP (SH2-domain-containing inositol polyphosphate 5' phosphatase),,. Les implications restent largement à découvrir pour les deux déficiences. Toutefois, il a été établi que la déficience en PTEN provoque une activation constitutive de la voie Phosphoinositide 3-kinase (PI3K), ce qui inclut les protéines Akt1 et ITK. L'implication de les PI3K dans les phases précoces de l'activation T reste toutefois largement inconnu.